# Nadia Gray
Nadia Gray, nome d'arte di Nadia Kujnir-Herescu; talvolta indicata anche come Nadia Grey o Nadja Grey (Bucarest, 23 novembre 1923 – New York, 13 giugno 1994), è stata un'attrice romena naturalizzata statunitense.

## Biografia
Di padre russo e madre originaria della Bessarabia, sostenitrice di re Carlo II di Romania, sposò in prime nozze il pilota  dell'aviazione rumena, con 56 abbattimenti accreditati nella seconda guerra mondiale, il principe  Constantin Cantacuzino, cui restò legata dal 1946 fino alla morte misteriosa di questi avvenuta il 26 maggio 1958, in circostanze avventurose durante un periglioso viaggio aereo (uno dei motori del velivolo pilotato da Cantacuzino prese fuoco, costringendolo ad un atterraggio di emergenza).
Cantacuzino fu poi decorato per meriti di guerra. 
Alla fine degli anni quaranta il colpo di Stato comunista in Romania la indusse a lasciare il suo paese e trasferirsi dapprima in Francia - a Parigi, forte del matrimonio con Cantacuzino e del debutto nel cinema, divenne una star del jet set internazionale - e quindi in Spagna.
È stata attiva nel cinema anche in Italia e Francia, tra gli anni cinquanta e sessanta. Interprete di numerosi film d'avventura e di genere ma anche di pellicole di una certa qualità, debuttò nel 1949 in L'Inconnu d'un soir, diretta da Hervé Bromberger e Max Neufeld. La sua più importante partecipazione cinematografica resta quella ne La dolce vita (1960) di Federico Fellini, in cui si produsse in un famoso spogliarello. Nel 1960 fu inoltre co-protagonista insieme a Totò e Peppino De Filippo nel film Letto a tre piazze di Steno. La Gray è stata anche un noto personaggio televisivo: fu chiamata dalla Rai a presentare l'edizione del 1964 di Canzonissima, intitolata Napoli contro tutti, condotta al fianco di Nino Taranto.
La sua ultima apparizione in televisione risale al 1967, in una puntata della serie televisiva britannica Il prigioniero. 
L'attrice infatti si sposò nel 1967 con l'avvocato newyorkese Herbert Silverman. 
Dopo il secondo matrimonio, Gray abbandonò completamente la recitazione, salvo continuare a lavorare come cantante di cabaret e apparire in un paio di film documentari, uno dedicato a Jean Gabin, intitolato Remembering Jean Gabin, diretto dal regista John Musilli su sceneggiatura di Stephan Chodorov, e un altro dedicato proprio alla serie inglese The Prisoner Video Companion.

## Filmografia

### Cinema

Nadia Gray in Città canora (1952)

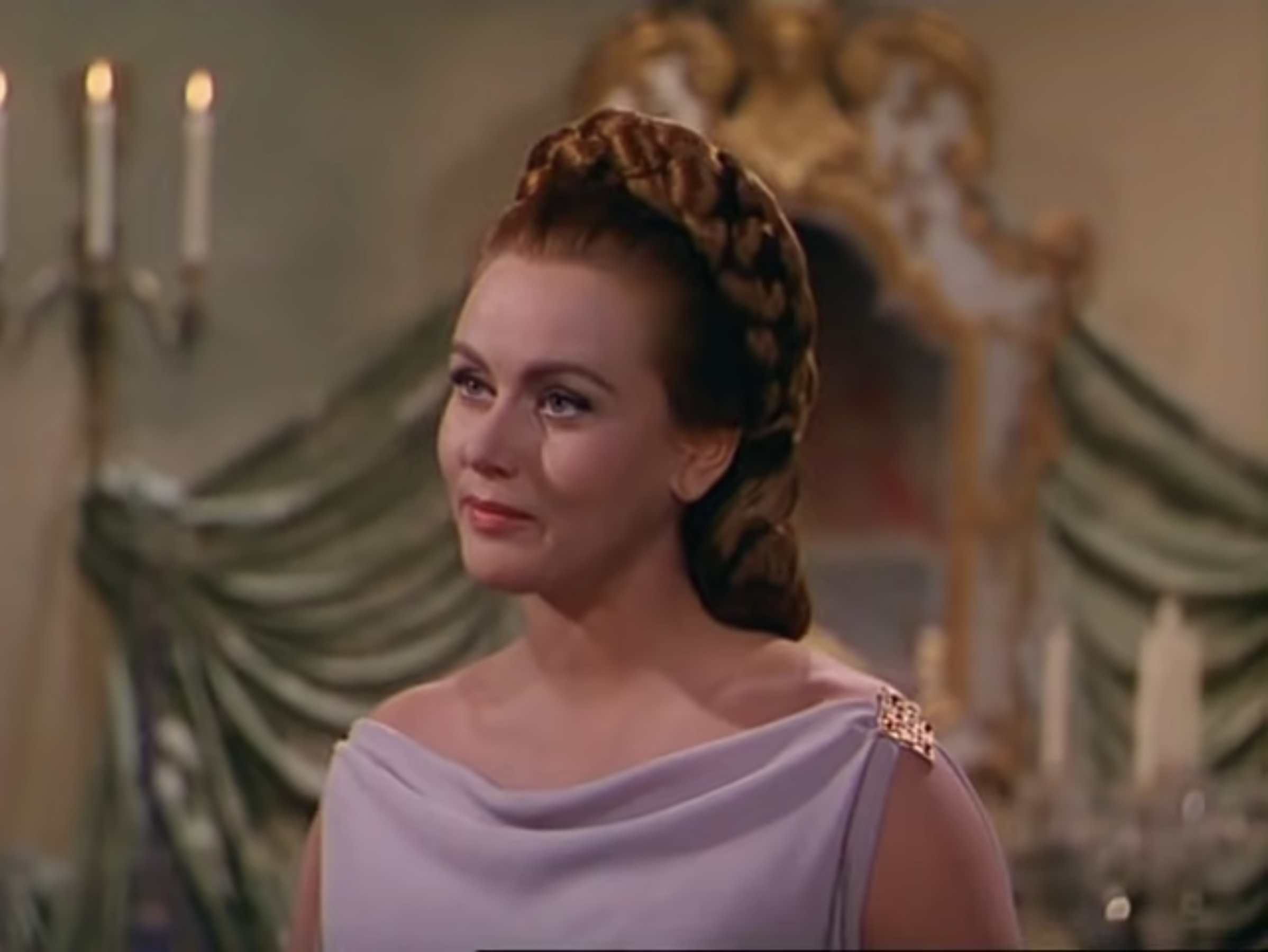
Nadia Gray in Casta Diva (1954)

- L'Inconnu d'un soir, regia di Hervé Bromberger e Max Neufeld (1949)
- Il ragno e la mosca (The Spider and the Fly), regia di Robert Hamer (1949)
- Sua maestà il fabbro ferraio (Monseigneur), regia di Roger Richebé (1949)
- Il microfono è vostro, regia di Giuseppe Bennati (1951)
- Notte senza stelle (Night Without Stars), regia di Anthony Pelissier (1951)
- La valle delle aquile (Valley of Eagles), regia di Terence Young (1951)
- Moglie per una notte, regia di Mario Camerini (1952)
- Città canora, regia di Mario Costa (1952)
- Inganno, regia di Guido Brignone (1952)
- Zitto e... mosca (Top Secret), regia di Mario Zampi (1952)
- Finalmente libero, regia di Mario Amendola e Ruggero Maccari (1953)
- Puccini, regia di Carmine Gallone (1953)
- La vergine del Reno (La Vierge du Rhin), regia di Gilles Grangier (1953)
- Ivan, il figlio del diavolo bianco, regia di Guido Brignone (1953)
- Casta Diva, regia di Carmine Gallone (1954)
- I cinque dell'Adamello, regia di Pino Mercanti (1954)
- Gran varietà, regia di Domenico Paolella (1954)
- Pietà per chi cade, regia di Mario Costa (1954)
- Cento anni d'amore, regia di Lionello De Felice (1954), episodio Pendolin
- Carosello napoletano, regia di Ettore Giannini (1954)
- Operazione dollari (Les Femmes s'en balancent), regia di Bernard Borderie (1954)
- Il maestro di Don Giovanni, regia di Milton Krims (1954)
- Casa Ricordi, regia di Carmine Gallone (1954)
- Le due orfanelle, regia di Giacomo Gentilomo (1954)
- Il cardinale Lambertini, regia di Giorgio Pastina (1954)
- La moglie è uguale per tutti, regia di Giorgio Simonelli (1955)
- Le avventure di Giacomo Casanova, regia di Steno (1954)
- Gli ultimi cinque minuti, regia di Giuseppe Amato (1955)
- Musik im Blut, regia di Erik Ode (1955)
- Il falco d'oro, regia di Carlo Ludovico Bragaglia (1955)
- Agguato sul mare, regia di Pino Mercanti (1955)
- Hengst Maestoso Austria, regia di Hermann Kugelstadt (1956)
- Un americano alle Folies Bergère (Folies-Bergère), regia di Henri Decoin (1956)
- Parola di ladro, regia di Nanni Loy e Gianni Puccini (1957)
- Il diavolo nero, regia di Sergio Grieco (1957)
- Il capitano della legione (Sénéchal le magnifique), regia di Jean Boyer (1957)
- Una parigina, regia di Michel Boisrond (1957)
- Vacanze a Ischia, regia di Mario Camerini (1957)
- Meine schöne Mama, regia di Paul Martin (1958)
- Muerte al amanecer, regia di Josep Maria Forn (1959)
- Sotto coperta con il capitano (The Captain's Table), regia di Jack Lee (1959)
- Estate violenta, regia di Valerio Zurlini (1959) (non accreditata)
- Die Fledermaus, regia di Kurt Wilhelm (1959) - film tv
- Le signore, regia di Turi Vasile (1960)
- La dolce vita, regia di Federico Fellini (1960)
- María, matrícula de Bilbao, regia di Ladislao Vajda (1960)
- Candido o l'ottimismo nel XX secolo (Candide ou l'optimisme au XXe siècle), regia di Norbert Carbonnaux (1960)
- Letto a tre piazze, regia di Steno (1960)
- Il piacere della disonestà (Mr. Topaze), regia di Peter Sellers (1961)
- Le Pavé de Paris, regia di Henri Decoin (1961)
- Gioventù di notte, regia di Mario Sequi (1961)
- L'éventail de Lady Windermere, regia di François Gir (1961) - film tv
- Mourir d'amour, regia di Dany Fog (1961)
- Les Croulants se portent bien, regia di Jean Boyer (1961)
- Il gioco della verità (Le Jeu de la vérité), regia di Robert Hossein (1961)
- Wenn beide schuldig werden, regia di Hermann Leitner (1962)
- Rocambole, regia di Bernard Borderie (1963)
- Il maniaco, regia di Michael Carreras (1963)
- Zwei Whisky und ein Sofa, regia di Günter Gräwert (1963)
- Begegnung in Salzburg, regia di Max Friedmann (1964)
- New York Press, operazione dollari (The Crooked Road), regia di Don Chaffey (1965)
- L'avventuriero della Tortuga, regia di Luigi Capuano (1965)
- Tempesta alla frontiera (Winnetou und sein Freund Old Firehand), regia di Alfred Vohrer (1966)
- L'amore attraverso i secoli (Le plus vieux métier du monde), regia di Claude Autant-Lara, Mauro Bolognini (1967) - episodio Aujourd'hui
- Due per la strada (Two for the Road), regia di Stanley Donen (1967)
- Colpo su colpo (The Naked Runner), regia di Sidney J. Furie (1967)

### Televisione
- The Third Man - serie TV, episodio 2x13 (1959)
- Illusions perdues - miniserie TV (1966)
- Court Martial - serie TV, episodio 1x07 (1966)
- Il prigioniero (The Prisoner) - serie TV, episodio 1x02 (1967)

## Doppiatrici italiane
- Lydia Simoneschi in  Inganno, I cinque dell'Adamello, Pietà per chi cade, Casa Ricordi, Casta Diva, Sotto coperta con il capitano
- Dhia Cristiani in Finalmente libero, Città canora, Vacanze a Ischia, Parola di ladro, Il capitano della legione
- Rosetta Calavetta in Letto a tre piazze[2], Rocambole, L'avventuriero della Tortuga
- Andreina Pagnani in Il cardinale Lambertini, Cento anni d'amore
- Renata Marini in Puccini, Il falco d'oro
- Anna Miserocchi in La moglie è uguale per tutti
- Gabriella Genta in Le avventure di Giacomo Casanova
- Rina Morelli in Gli ultimi cinque minuti
- Jole Fierro in La dolce vita
- Flaminia Jandolo in Due per la strada
- Alba Cardilli in Il prigioniero (1ª ed.)